# Hacienda Santa Clara
La Hacienda Santa Clara es un centro de estudios en el extranjero y centro de búsqueda localizado en San Miguel Allende, Guanajuato, México. Se encuentra en una antigua finca de maguey en el centro de México, el cual fue reconstruido para el centro en la década de 2010, para apoyar a estudiantes en el extranjero e investigadores, principalmente de los Estados Unidos.

## Sitio

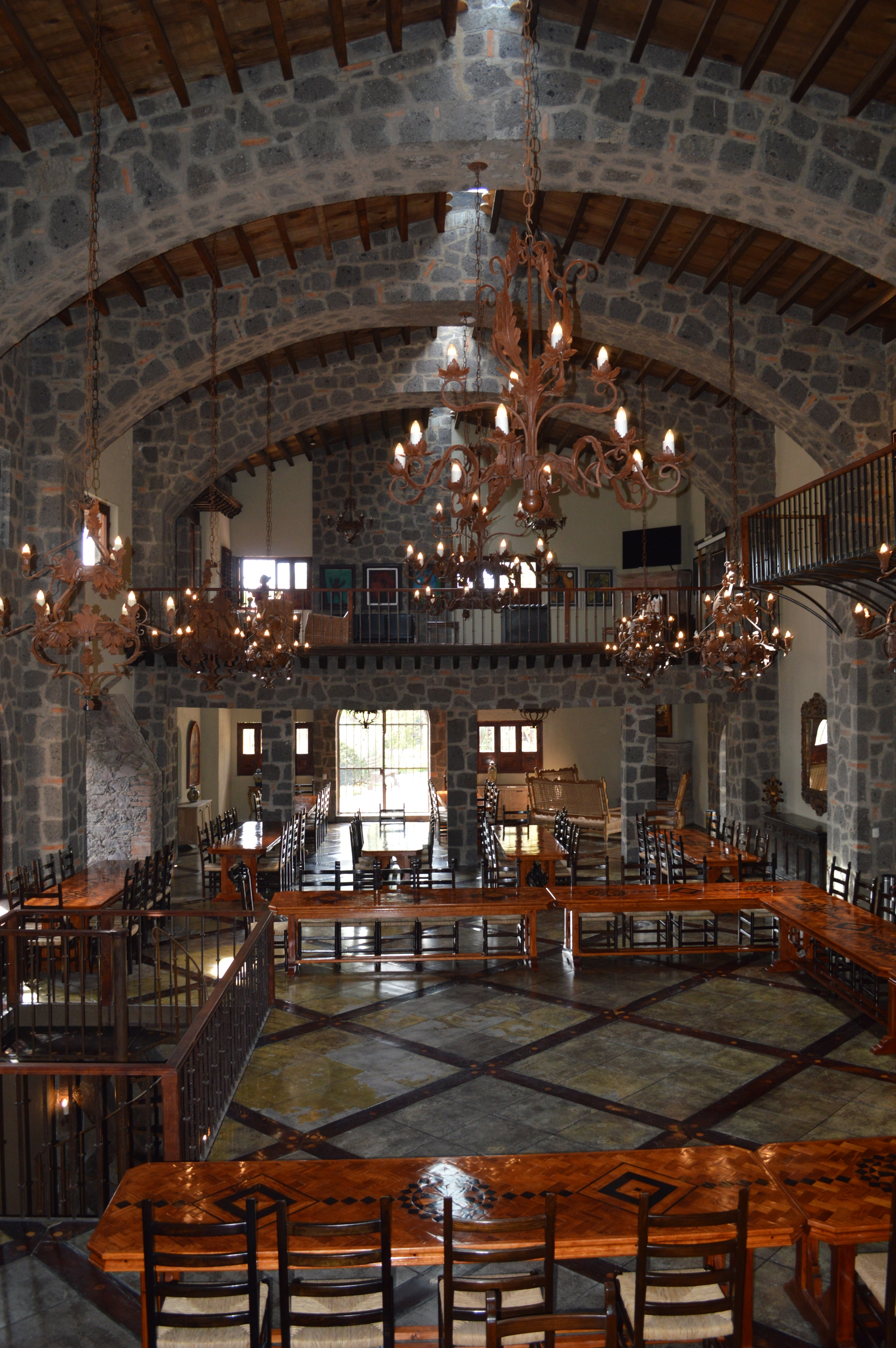
Vista de la habitación de cenar de la casa principal

El sitio es una antigua hacienda de 340 acres anterior productora de maguey localizada en el municipio de San Miguel de Allende, aproximadamente a unos 40 minutos fuera de la ciudad.
Hay tres edificios principales, una casa principal, una capilla y dormitorios. La casa principal tiene un gran comedor, clases y salas de reuniones, biblioteca, una sala de juegos y más. La capilla tiene el diseño tradicional de hacienda, pero es mucho más grande, con un espacio para albergar reuniones de hasta 300 personas. Los dormitorios están al lado de estos edificios y albergan hasta 500 estudiantes.
Los edificios y el mobiliario se construyeron o restauró en el lugar utilizando mayoritariamente materiales y artesanos locales. Estos edificios están rodeados por patios y los jardines alineados con la flora nativa del área, y contiene aproximadamente 1.7 millones de ladrillos.

## Función
La instalación fue construida para albergar a alumnos e investigadores del extranjero, especialmente de los Estados Unidos y es actualmente operado por un fideicomiso instalada para aquel propósito. Para los estudiantes, la idea es fomentar una perspectiva internacional. El principal socio es el centro es Texas A&M University, pero también tiene alianzas con la Universidad de Guanajuato y el Instituto Tecnológico Sanmiguelense.
La propiedad no esta generalmente abierta al público, pero sean realizado eventos.

## Historia
La hacienda original estuvo establecida en la década de 1850, pero en la década de 2010, se encontraba en ruinas. La propiedad fue seleccionada por Pablo y Barbara Marvin con el propósito de fundar el centro, uno de varios centros de este tipo creado por Marvin. El sitio fue escogido por el estatus de San Miguel como Sitio de Patrimonio de la UNESCO (2008), así como por sus más de 130 galerías, junto con numerosos restaurantes, cafés y otras infraestructuras turísticas.
El diseño general del sitio fue creado por la diseñadora de escenarios de Hollywood Theresa Walker. Fue oficialmente abierto en octubre de 2015, con el nombre Centro de Estudios e Investigación, pero empezó recibir estudiantes en octubre de 2014.